# Anja Storelv
Anja Storelv, abans coneguda com a Anja Vesterheim, (Skánit, 1979) és una música i educadora infantil sami que viu a Råneå. Ha estat la guanyadora del Sámi Grand Prix en la categoria de cançó el 1998 i el 1999.
Va créixer al poble Skánit de Noruega. El 1996, quan tenia 17 anys va participar per primera vegada en el concurs musical Sámi Grand Prix. Va tornar a presentar-s'hi el 1998 amb la cançó Guorus Váibmu (Cor buit) escrita per ella mateixa, i va guanyar el concurs. El 1999 va guanyar de nou el Sámi Grand Prix amb la cançó Boares muitu (Vell record). Va estudiar educació infantil a la universitat de Tromsø. El 2002 es va traslladar a Suècia. Allà va formar el grup Anja Storelv Band, amb el qual va publicar els àlbums Viervái el 2012 i Niegadit (Somniar) el 2015.
Anja Storelv va aprendre sami septentrional com a adolescent, ja que els seus pares no li van transmetre aquesta llengua. Segons Storelv, la seva música està basada en el yoik amb influències de músiques tradicionals arreu del món. Escriu les lletres de les cançons en sami septentrional.

## Discografia
- 2012 Viervái
- 2015 Niegadit